# The Women's Tour 2021
La 7.ª edición del The Women's Tour (oficialmente: AJ Bell Women's Tour) se celebró en Reino Unido entre el 4 y el 9 de octubre de 2021 con inicio en la ciudad de Bicester y final en la ciudad de Felixstowe. El recorrido constó de un total de 6 etapas sobre una distancia total de 635 km.
La carrera hizo parte del UCI WorldTour Femenino 2021 como competencia de categoría 2.WWT del calendario ciclístico de máximo nivel mundial siendo la decimoséptima carrera corrida de dicho circuito y fue ganada por la ciclista neerlandesa Demi Vollering del equipo SD Worx. El podio lo completaron las ciclistas francesas Juliette Labous del Team DSM y Amy Pieters del equipo FDJ Nouvelle Aquitaine Futuroscope.

## Equipos participantes
| translation for headoftableIII_translate index 58 not found (9)- Alé BTC Ljubljana - Team BikeExchange - Canyon-SRAM Racing - Team DSM - FDJ-Nouvelle Aquitaine-Futuroscope - Liv Racing - Movistar Team - SD Worx - Trek-Segafredo UCI Women's continental teams (3)- Awol O'Shea - Drops-Le col - Team Tibco-Silicon Valley Bank Unknown team category (4)- CAMS-Tifosi - Hitec Products - Parkhotel Valkenburg - Valcar-Travel & Service |
| |

## Etapas
| Etapa     | Fecha    | Recorrido                      | type                    | Distancia (km) | Ganador           | Líder             |
| --------- | -------- | ------------------------------ | ----------------------- | -------------- | ----------------- | ----------------- |
| 1.ª etapa | 4 de oct | Bicester – Banbury             | etapa escarpada         | 147,7          | Marta Bastianelli | Marta Bastianelli |
| 2.ª etapa | 5 de oct | Walsall – Walsall              | etapa escarpada         | 102,2          | Amy Pieters       | Clara Copponi     |
| 3.ª etapa | 6 de oct | Atherstone – Atherstone        | contrarreloj individual | 16,6           | Demi Vollering    | Demi Vollering    |
| 4.ª etapa | 7 de oct | Shoeburyness – Southend-on-Sea | etapa escarpada         | 117,8          | Lorena Wiebes     | Demi Vollering    |
| 5.ª etapa | 8 de oct | Colchester – Clacton-on-Sea    | etapa llana             | 95,4           | Lorena Wiebes     | Demi Vollering    |
| 6.ª etapa | 9 de oct | Haverhill – Felixstowe         | etapa escarpada         | 155,3          | Elisa Balsamo     | Demi Vollering    |

## Desarrollo de la carrera

### 1.ª etapa
| Bicester - Banbury | etapa escarpada | (147,7 km) |

| \| Clasificación de la etapa \| Clasificación de la etapa \| Clasificación de la etapa \| Clasificación de la etapa \| Clasificación de la etapa \| \| Ciclista \| Ciclista \| Equipo \| Tiempo \| \| \| ------------------------- \| ------------------------- \| ---------------------------------- \| ------------------------- \| ------------------------- \| \| 1.ª \| Marta Bastianelli \| Alé BTC Ljubljana \| 3 h 44 min 41 s \| \| \| 2.ª \| Chloe Hosking \| Trek-Segafredo \| + 0 s \| \| \| 3.ª \| Clara Copponi \| FDJ-Nouvelle Aquitaine-Futuroscope \| + 0 s \| \| \| 4.ª \| Sheyla Gutiérrez \| Movistar Team \| + 0 s \| \| \| 5.ª \| Elena Cecchini \| SD Worx \| + 0 s \| \| \| 6.ª \| Hannah Barnes \| Canyon-SRAM Racing \| + 0 s \| \| \| 7.ª \| Sofia Bertizzolo \| Liv Racing \| + 0 s \| \| \| 8.ª \| Josie Nelson \| Coop-Hitec Products \| + 0 s \| \| \| 9.ª \| Amy Pieters \| SD Worx \| + 0 s \| \| \| 10.ª \| Leah Kirchmann \| Team DSM \| + 0 s \| \| |                   |                                    |                 |
| |                   |                                    |                 |
| Fuente: ProCyclingStats |                   |                                    |                 |
| Clasificación de la etapa |                   |                                    |                 |
| Ciclista | Ciclista          | Equipo                             | Tiempo          |
| 1.ª | Marta Bastianelli | Alé BTC Ljubljana                  | 3 h 44 min 41 s |
| 2.ª | Chloe Hosking     | Trek-Segafredo                     | + 0 s           |
| 3.ª | Clara Copponi     | FDJ-Nouvelle Aquitaine-Futuroscope | + 0 s           |
| 4.ª | Sheyla Gutiérrez  | Movistar Team                      | + 0 s           |
| 5.ª | Elena Cecchini    | SD Worx                            | + 0 s           |
| 6.ª | Hannah Barnes     | Canyon-SRAM Racing                 | + 0 s           |
| 7.ª | Sofia Bertizzolo  | Liv Racing                         | + 0 s           |
| 8.ª | Josie Nelson      | Coop-Hitec Products                | + 0 s           |
| 9.ª | Amy Pieters       | SD Worx                            | + 0 s           |
| 10.ª | Leah Kirchmann    | Team DSM                           | + 0 s           |

| \| Clasificación general \| Clasificación general \| Clasificación general \| Clasificación general \| Clasificación general \| \| Ciclista \| Ciclista \| Equipo \| Tiempo \| \| \| --------------------- \| --------------------- \| ---------------------------------- \| --------------------- \| --------------------- \| \| 1.ª \| Marta Bastianelli \| Alé BTC Ljubljana \| 3 h 44 min 31 s \| \| \| 2.ª \| Chloe Hosking \| Trek-Segafredo \| + 4 s \| \| \| 3.ª \| Nina Kessler \| Tibco-Silicon Valley Bank \| + 4 s \| \| \| 4.ª \| Clara Copponi \| FDJ-Nouvelle Aquitaine-Futuroscope \| + 6 s \| \| \| 5.ª \| Sarah Roy \| Team BikeExchange \| + 7 s \| \| \| 6.ª \| Alison Jackson \| Liv Racing \| + 8 s \| \| \| 7.ª \| Demi Vollering \| SD Worx \| + 9 s \| \| \| 8.ª \| Sheyla Gutiérrez \| Movistar Team \| + 10 s \| \| \| 9.ª \| Elena Cecchini \| SD Worx \| + 10 s \| \| \| 10.ª \| Hannah Barnes \| Canyon-SRAM Racing \| + 10 s \| \| |                   |                                    |                 |
| |                   |                                    |                 |
| Fuente: ProCyclingStats |                   |                                    |                 |
| Clasificación general |                   |                                    |                 |
| Ciclista | Ciclista          | Equipo                             | Tiempo          |
| 1.ª | Marta Bastianelli | Alé BTC Ljubljana                  | 3 h 44 min 31 s |
| 2.ª | Chloe Hosking     | Trek-Segafredo                     | + 4 s           |
| 3.ª | Nina Kessler      | Tibco-Silicon Valley Bank          | + 4 s           |
| 4.ª | Clara Copponi     | FDJ-Nouvelle Aquitaine-Futuroscope | + 6 s           |
| 5.ª | Sarah Roy         | Team BikeExchange                  | + 7 s           |
| 6.ª | Alison Jackson    | Liv Racing                         | + 8 s           |
| 7.ª | Demi Vollering    | SD Worx                            | + 9 s           |
| 8.ª | Sheyla Gutiérrez  | Movistar Team                      | + 10 s          |
| 9.ª | Elena Cecchini    | SD Worx                            | + 10 s          |
| 10.ª | Hannah Barnes     | Canyon-SRAM Racing                 | + 10 s          |

### 2.ª etapa
| Walsall - Walsall | etapa escarpada | (102,2 km) |

| \| Clasificación de la etapa \| Clasificación de la etapa \| Clasificación de la etapa \| Clasificación de la etapa \| Clasificación de la etapa \| \| Ciclista \| Ciclista \| Equipo \| Tiempo \| \| \| ------------------------- \| ------------------------- \| ---------------------------------- \| ------------------------- \| ------------------------- \| \| 1.ª \| Amy Pieters \| SD Worx \| 2 h 38 min 03 s \| \| \| 2.ª \| Clara Copponi \| FDJ-Nouvelle Aquitaine-Futuroscope \| + 0 s \| \| \| 3.ª \| Sheyla Gutiérrez \| Movistar Team \| + 0 s \| \| \| 4.ª \| Audrey Cordon-Ragot \| Trek-Segafredo \| + 0 s \| \| \| 5.ª \| Pfeiffer Georgi \| Team DSM \| + 0 s \| \| \| 6.ª \| Elise Chabbey \| Canyon-SRAM Racing \| + 0 s \| \| \| 7.ª \| Maaike Boogaard \| Alé BTC Ljubljana \| + 0 s \| \| \| 8.ª \| Aude Biannic \| Movistar Team \| + 0 s \| \| \| 9.ª \| Juliette Labous \| Team DSM \| + 0 s \| \| \| 10.ª \| Demi Vollering \| SD Worx \| + 0 s \| \| |                     |                                    |                 |
| |                     |                                    |                 |
| Fuente: ProCyclingStats |                     |                                    |                 |
| Clasificación de la etapa |                     |                                    |                 |
| Ciclista | Ciclista            | Equipo                             | Tiempo          |
| 1.ª | Amy Pieters         | SD Worx                            | 2 h 38 min 03 s |
| 2.ª | Clara Copponi       | FDJ-Nouvelle Aquitaine-Futuroscope | + 0 s           |
| 3.ª | Sheyla Gutiérrez    | Movistar Team                      | + 0 s           |
| 4.ª | Audrey Cordon-Ragot | Trek-Segafredo                     | + 0 s           |
| 5.ª | Pfeiffer Georgi     | Team DSM                           | + 0 s           |
| 6.ª | Elise Chabbey       | Canyon-SRAM Racing                 | + 0 s           |
| 7.ª | Maaike Boogaard     | Alé BTC Ljubljana                  | + 0 s           |
| 8.ª | Aude Biannic        | Movistar Team                      | + 0 s           |
| 9.ª | Juliette Labous     | Team DSM                           | + 0 s           |
| 10.ª | Demi Vollering      | SD Worx                            | + 0 s           |

| \| Clasificación general \| Clasificación general \| Clasificación general \| Clasificación general \| Clasificación general \| \| Ciclista \| Ciclista \| Equipo \| Tiempo \| \| \| --------------------- \| --------------------- \| ---------------------------------- \| --------------------- \| --------------------- \| \| 1.ª \| Clara Copponi \| FDJ-Nouvelle Aquitaine-Futuroscope \| 6 h 22 min 34 s \| \| \| 2.ª \| Amy Pieters \| SD Worx \| + 0 s \| \| \| 3.ª \| Sheyla Gutiérrez \| Movistar Team \| + 6 s \| \| \| 4.ª \| Demi Vollering \| SD Worx \| + 9 s \| \| \| 5.ª \| Juliette Labous \| Team DSM \| + 10 s \| \| \| 6.ª \| Elise Chabbey \| Canyon-SRAM Racing \| + 10 s \| \| \| 7.ª \| Aude Biannic \| Movistar Team \| + 10 s \| \| \| 8.ª \| Pfeiffer Georgi \| Team DSM \| + 10 s \| \| \| 9.ª \| Nina Kessler \| Tibco-Silicon Valley Bank \| + 38 s \| \| \| 10.ª \| Marta Bastianelli \| Alé BTC Ljubljana \| + 40 s \| \| |                   |                                    |                 |
| |                   |                                    |                 |
| Fuente: ProCyclingStats |                   |                                    |                 |
| Clasificación general |                   |                                    |                 |
| Ciclista | Ciclista          | Equipo                             | Tiempo          |
| 1.ª | Clara Copponi     | FDJ-Nouvelle Aquitaine-Futuroscope | 6 h 22 min 34 s |
| 2.ª | Amy Pieters       | SD Worx                            | + 0 s           |
| 3.ª | Sheyla Gutiérrez  | Movistar Team                      | + 6 s           |
| 4.ª | Demi Vollering    | SD Worx                            | + 9 s           |
| 5.ª | Juliette Labous   | Team DSM                           | + 10 s          |
| 6.ª | Elise Chabbey     | Canyon-SRAM Racing                 | + 10 s          |
| 7.ª | Aude Biannic      | Movistar Team                      | + 10 s          |
| 8.ª | Pfeiffer Georgi   | Team DSM                           | + 10 s          |
| 9.ª | Nina Kessler      | Tibco-Silicon Valley Bank          | + 38 s          |
| 10.ª | Marta Bastianelli | Alé BTC Ljubljana                  | + 40 s          |

### 3.ª etapa
| Atherstone - Atherstone | contrarreloj individual | (16,6 km) |

| \| Clasificación de la etapa \| Clasificación de la etapa \| Clasificación de la etapa \| Clasificación de la etapa \| Clasificación de la etapa \| \| Ciclista \| Ciclista \| Equipo \| Tiempo \| \| \| ------------------------- \| --------------------------- \| ------------------------- \| ------------------------- \| ------------------------- \| \| 1.ª \| Demi Vollering \| SD Worx \| 23 min 18 s \| \| \| 2.ª \| Joscelin Lowden \| Drops-Le Col \| + 1 min 04 s \| \| \| 3.ª \| Leah Kirchmann \| Team DSM \| + 1 min 05 s \| \| \| 4.ª \| Alice Barnes \| Canyon-SRAM Racing \| + 1 min 08 s \| \| \| 5.ª \| Juliette Labous \| Team DSM \| + 1 min 08 s \| \| \| 6.ª \| Chantal van den Broek-Blaak \| SD Worx \| + 1 min 09 s \| \| \| 7.ª \| Abi Smith \| Tibco-Silicon Valley Bank \| + 1 min 20 s \| \| \| 8.ª \| Veronica Ewers \| Tibco-Silicon Valley Bank \| + 1 min 21 s \| \| \| 9.ª \| Anna Shackley \| SD Worx \| + 1 min 25 s \| \| \| 10.ª \| Hannah Barnes \| Canyon-SRAM Racing \| + 1 min 27 s \| \| |                             |                           |              |
| |                             |                           |              |
| Fuente: ProCyclingStats |                             |                           |              |
| Clasificación de la etapa |                             |                           |              |
| Ciclista | Ciclista                    | Equipo                    | Tiempo       |
| 1.ª | Demi Vollering              | SD Worx                   | 23 min 18 s  |
| 2.ª | Joscelin Lowden             | Drops-Le Col              | + 1 min 04 s |
| 3.ª | Leah Kirchmann              | Team DSM                  | + 1 min 05 s |
| 4.ª | Alice Barnes                | Canyon-SRAM Racing        | + 1 min 08 s |
| 5.ª | Juliette Labous             | Team DSM                  | + 1 min 08 s |
| 6.ª | Chantal van den Broek-Blaak | SD Worx                   | + 1 min 09 s |
| 7.ª | Abi Smith                   | Tibco-Silicon Valley Bank | + 1 min 20 s |
| 8.ª | Veronica Ewers              | Tibco-Silicon Valley Bank | + 1 min 21 s |
| 9.ª | Anna Shackley               | SD Worx                   | + 1 min 25 s |
| 10.ª | Hannah Barnes               | Canyon-SRAM Racing        | + 1 min 27 s |

| \| Clasificación general \| Clasificación general \| Clasificación general \| Clasificación general \| Clasificación general \| \| Ciclista \| Ciclista \| Equipo \| Tiempo \| \| \| --------------------- \| --------------------------- \| ---------------------------------- \| --------------------- \| --------------------- \| \| 1.ª \| Demi Vollering \| SD Worx \| 6 h 46 min 01 s \| \| \| 2.ª \| Juliette Labous \| Team DSM \| + 1 min 09 s \| \| \| 3.ª \| Clara Copponi \| FDJ-Nouvelle Aquitaine-Futuroscope \| + 1 min 19 s \| \| \| 4.ª \| Amy Pieters \| SD Worx \| + 1 min 22 s \| \| \| 5.ª \| Aude Biannic \| Movistar Team \| + 1 min 33 s \| \| \| 6.ª \| Joscelin Lowden \| Drops-Le Col \| + 1 min 47 s \| \| \| 7.ª \| Leah Kirchmann \| Team DSM \| + 1 min 48 s \| \| \| 8.ª \| Alice Barnes \| Canyon-SRAM Racing \| + 1 min 51 s \| \| \| 9.ª \| Chantal van den Broek-Blaak \| SD Worx \| + 1 min 52 s \| \| \| 10.ª \| Pfeiffer Georgi \| Team DSM \| + 1 min 53 s \| \| |                             |                                    |                 |
| |                             |                                    |                 |
| Fuente: ProCyclingStats |                             |                                    |                 |
| Clasificación general |                             |                                    |                 |
| Ciclista | Ciclista                    | Equipo                             | Tiempo          |
| 1.ª | Demi Vollering              | SD Worx                            | 6 h 46 min 01 s |
| 2.ª | Juliette Labous             | Team DSM                           | + 1 min 09 s    |
| 3.ª | Clara Copponi               | FDJ-Nouvelle Aquitaine-Futuroscope | + 1 min 19 s    |
| 4.ª | Amy Pieters                 | SD Worx                            | + 1 min 22 s    |
| 5.ª | Aude Biannic                | Movistar Team                      | + 1 min 33 s    |
| 6.ª | Joscelin Lowden             | Drops-Le Col                       | + 1 min 47 s    |
| 7.ª | Leah Kirchmann              | Team DSM                           | + 1 min 48 s    |
| 8.ª | Alice Barnes                | Canyon-SRAM Racing                 | + 1 min 51 s    |
| 9.ª | Chantal van den Broek-Blaak | SD Worx                            | + 1 min 52 s    |
| 10.ª | Pfeiffer Georgi             | Team DSM                           | + 1 min 53 s    |

### 4.ª etapa
| Shoeburyness - Southend-on-Sea | etapa escarpada | (117,8 km) |

| \| Clasificación de la etapa \| Clasificación de la etapa \| Clasificación de la etapa \| Clasificación de la etapa \| Clasificación de la etapa \| \| Ciclista \| Ciclista \| Equipo \| Tiempo \| \| \| ------------------------- \| ------------------------- \| ------------------------- \| ------------------------- \| ------------------------- \| \| 1.ª \| Lorena Wiebes \| Team DSM \| 2 h 54 min 43 s \| \| \| 2.ª \| Chiara Consonni \| Valcar-Travel & Service \| + 0 s \| \| \| 3.ª \| Chloe Hosking \| Trek-Segafredo \| + 0 s \| \| \| 4.ª \| Sheyla Gutiérrez \| Movistar Team \| + 0 s \| \| \| 5.ª \| Marjolein van 't Geloof \| Drops-Le Col \| + 0 s \| \| \| 6.ª \| Sofia Bertizzolo \| Liv Racing \| + 0 s \| \| \| 7.ª \| Sarah Roy \| Team BikeExchange \| + 0 s \| \| \| 8.ª \| Alice Barnes \| Canyon-SRAM Racing \| + 0 s \| \| \| 9.ª \| Marta Bastianelli \| Alé BTC Ljubljana \| + 0 s \| \| \| 10.ª \| Amy Pieters \| SD Worx \| + 0 s \| \| |                         |                         |                 |
| |                         |                         |                 |
| Fuente: ProCyclingStats |                         |                         |                 |
| Clasificación de la etapa |                         |                         |                 |
| Ciclista | Ciclista                | Equipo                  | Tiempo          |
| 1.ª | Lorena Wiebes           | Team DSM                | 2 h 54 min 43 s |
| 2.ª | Chiara Consonni         | Valcar-Travel & Service | + 0 s           |
| 3.ª | Chloe Hosking           | Trek-Segafredo          | + 0 s           |
| 4.ª | Sheyla Gutiérrez        | Movistar Team           | + 0 s           |
| 5.ª | Marjolein van 't Geloof | Drops-Le Col            | + 0 s           |
| 6.ª | Sofia Bertizzolo        | Liv Racing              | + 0 s           |
| 7.ª | Sarah Roy               | Team BikeExchange       | + 0 s           |
| 8.ª | Alice Barnes            | Canyon-SRAM Racing      | + 0 s           |
| 9.ª | Marta Bastianelli       | Alé BTC Ljubljana       | + 0 s           |
| 10.ª | Amy Pieters             | SD Worx                 | + 0 s           |

| \| Clasificación general \| Clasificación general \| Clasificación general \| Clasificación general \| Clasificación general \| \| Ciclista \| Ciclista \| Equipo \| Tiempo \| \| \| --------------------- \| --------------------------- \| ---------------------------------- \| --------------------- \| --------------------- \| \| 1.ª \| Demi Vollering \| SD Worx \| 9 h 40 min 44 s \| \| \| 2.ª \| Juliette Labous \| Team DSM \| + 1 min 09 s \| \| \| 3.ª \| Clara Copponi \| FDJ-Nouvelle Aquitaine-Futuroscope \| + 1 min 19 s \| \| \| 4.ª \| Amy Pieters \| SD Worx \| + 1 min 20 s \| \| \| 5.ª \| Aude Biannic \| Movistar Team \| + 1 min 33 s \| \| \| 6.ª \| Leah Kirchmann \| Team DSM \| + 1 min 46 s \| \| \| 7.ª \| Joscelin Lowden \| Drops-Le Col \| + 1 min 47 s \| \| \| 8.ª \| Alice Barnes \| Canyon-SRAM Racing \| + 1 min 51 s \| \| \| 9.ª \| Chantal van den Broek-Blaak \| SD Worx \| + 1 min 52 s \| \| \| 10.ª \| Pfeiffer Georgi \| Team DSM \| + 1 min 53 s \| \| |                             |                                    |                 |
| |                             |                                    |                 |
| Fuente: ProCyclingStats |                             |                                    |                 |
| Clasificación general |                             |                                    |                 |
| Ciclista | Ciclista                    | Equipo                             | Tiempo          |
| 1.ª | Demi Vollering              | SD Worx                            | 9 h 40 min 44 s |
| 2.ª | Juliette Labous             | Team DSM                           | + 1 min 09 s    |
| 3.ª | Clara Copponi               | FDJ-Nouvelle Aquitaine-Futuroscope | + 1 min 19 s    |
| 4.ª | Amy Pieters                 | SD Worx                            | + 1 min 20 s    |
| 5.ª | Aude Biannic                | Movistar Team                      | + 1 min 33 s    |
| 6.ª | Leah Kirchmann              | Team DSM                           | + 1 min 46 s    |
| 7.ª | Joscelin Lowden             | Drops-Le Col                       | + 1 min 47 s    |
| 8.ª | Alice Barnes                | Canyon-SRAM Racing                 | + 1 min 51 s    |
| 9.ª | Chantal van den Broek-Blaak | SD Worx                            | + 1 min 52 s    |
| 10.ª | Pfeiffer Georgi             | Team DSM                           | + 1 min 53 s    |

### 5.ª etapa
| Colchester - Clacton-on-Sea | etapa llana | (95,4 km) |

| \| Clasificación de la etapa \| Clasificación de la etapa \| Clasificación de la etapa \| Clasificación de la etapa \| Clasificación de la etapa \| \| Ciclista \| Ciclista \| Equipo \| Tiempo \| \| \| ------------------------- \| ------------------------- \| ---------------------------------- \| ------------------------- \| ------------------------- \| \| 1.ª \| Lorena Wiebes \| Team DSM \| 2 h 19 min 53 s \| \| \| 2.ª \| Elisa Balsamo \| Valcar-Travel & Service \| + 0 s \| \| \| 3.ª \| Marjolein van 't Geloof \| Drops-Le Col \| + 0 s \| \| \| 4.ª \| Chloe Hosking \| Trek-Segafredo \| + 0 s \| \| \| 5.ª \| Clara Copponi \| FDJ-Nouvelle Aquitaine-Futuroscope \| + 0 s \| \| \| 6.ª \| Sofia Bertizzolo \| Liv Racing \| + 0 s \| \| \| 7.ª \| Marta Bastianelli \| Alé BTC Ljubljana \| + 0 s \| \| \| 8.ª \| Sheyla Gutiérrez \| Movistar Team \| + 0 s \| \| \| 9.ª \| Amy Pieters \| SD Worx \| + 0 s \| \| \| 10.ª \| Amber van der Hulst \| Parkhotel Valkenburg \| + 0 s \| \| |                         |                                    |                 |
| |                         |                                    |                 |
| Fuente: ProCyclingStats |                         |                                    |                 |
| Clasificación de la etapa |                         |                                    |                 |
| Ciclista | Ciclista                | Equipo                             | Tiempo          |
| 1.ª | Lorena Wiebes           | Team DSM                           | 2 h 19 min 53 s |
| 2.ª | Elisa Balsamo           | Valcar-Travel & Service            | + 0 s           |
| 3.ª | Marjolein van 't Geloof | Drops-Le Col                       | + 0 s           |
| 4.ª | Chloe Hosking           | Trek-Segafredo                     | + 0 s           |
| 5.ª | Clara Copponi           | FDJ-Nouvelle Aquitaine-Futuroscope | + 0 s           |
| 6.ª | Sofia Bertizzolo        | Liv Racing                         | + 0 s           |
| 7.ª | Marta Bastianelli       | Alé BTC Ljubljana                  | + 0 s           |
| 8.ª | Sheyla Gutiérrez        | Movistar Team                      | + 0 s           |
| 9.ª | Amy Pieters             | SD Worx                            | + 0 s           |
| 10.ª | Amber van der Hulst     | Parkhotel Valkenburg               | + 0 s           |

| \| Clasificación general \| Clasificación general \| Clasificación general \| Clasificación general \| Clasificación general \| \| Ciclista \| Ciclista \| Equipo \| Tiempo \| \| \| --------------------- \| --------------------------- \| ---------------------------------- \| --------------------- \| --------------------- \| \| 1.ª \| Demi Vollering \| SD Worx \| 12 h 00 min 37 s \| \| \| 2.ª \| Juliette Labous \| Team DSM \| + 1 min 09 s \| \| \| 3.ª \| Clara Copponi \| FDJ-Nouvelle Aquitaine-Futuroscope \| + 1 min 16 s \| \| \| 4.ª \| Amy Pieters \| SD Worx \| + 1 min 19 s \| \| \| 5.ª \| Aude Biannic \| Movistar Team \| + 1 min 33 s \| \| \| 6.ª \| Leah Kirchmann \| Team DSM \| + 1 min 46 s \| \| \| 7.ª \| Joscelin Lowden \| Drops-Le Col \| + 1 min 47 s \| \| \| 8.ª \| Alice Barnes \| Canyon-SRAM Racing \| + 1 min 51 s \| \| \| 9.ª \| Chantal van den Broek-Blaak \| SD Worx \| + 1 min 52 s \| \| \| 10.ª \| Pfeiffer Georgi \| Team DSM \| + 1 min 53 s \| \| |                             |                                    |                  |
| |                             |                                    |                  |
| Fuente: ProCyclingStats |                             |                                    |                  |
| Clasificación general |                             |                                    |                  |
| Ciclista | Ciclista                    | Equipo                             | Tiempo           |
| 1.ª | Demi Vollering              | SD Worx                            | 12 h 00 min 37 s |
| 2.ª | Juliette Labous             | Team DSM                           | + 1 min 09 s     |
| 3.ª | Clara Copponi               | FDJ-Nouvelle Aquitaine-Futuroscope | + 1 min 16 s     |
| 4.ª | Amy Pieters                 | SD Worx                            | + 1 min 19 s     |
| 5.ª | Aude Biannic                | Movistar Team                      | + 1 min 33 s     |
| 6.ª | Leah Kirchmann              | Team DSM                           | + 1 min 46 s     |
| 7.ª | Joscelin Lowden             | Drops-Le Col                       | + 1 min 47 s     |
| 8.ª | Alice Barnes                | Canyon-SRAM Racing                 | + 1 min 51 s     |
| 9.ª | Chantal van den Broek-Blaak | SD Worx                            | + 1 min 52 s     |
| 10.ª | Pfeiffer Georgi             | Team DSM                           | + 1 min 53 s     |

### 6.ª etapa
| Haverhill - Felixstowe | etapa escarpada | (155,3 km) |

| \| Clasificación de la etapa \| Clasificación de la etapa \| Clasificación de la etapa \| Clasificación de la etapa \| Clasificación de la etapa \| \| Ciclista \| Ciclista \| Equipo \| Tiempo \| \| \| ------------------------- \| ------------------------- \| ---------------------------------- \| ------------------------- \| ------------------------- \| \| 1.ª \| Elisa Balsamo \| Valcar-Travel & Service \| 3 h 53 min 51 s \| \| \| 2.ª \| Lorena Wiebes \| Team DSM \| + 0 s \| \| \| 3.ª \| Chloe Hosking \| Trek-Segafredo \| + 0 s \| \| \| 4.ª \| Sheyla Gutiérrez \| Movistar Team \| + 0 s \| \| \| 5.ª \| Amber van der Hulst \| Parkhotel Valkenburg \| + 0 s \| \| \| 6.ª \| Clara Copponi \| FDJ-Nouvelle Aquitaine-Futuroscope \| + 0 s \| \| \| 7.ª \| Marjolein van 't Geloof \| Drops-Le Col \| + 0 s \| \| \| 8.ª \| Sarah Roy \| Team BikeExchange \| + 0 s \| \| \| 9.ª \| Marta Bastianelli \| Alé BTC Ljubljana \| + 0 s \| \| \| 10.ª \| Alice Barnes \| Canyon-SRAM Racing \| + 0 s \| \| |                         |                                    |                 |
| |                         |                                    |                 |
| Fuente: ProCyclingStats |                         |                                    |                 |
| Clasificación de la etapa |                         |                                    |                 |
| Ciclista | Ciclista                | Equipo                             | Tiempo          |
| 1.ª | Elisa Balsamo           | Valcar-Travel & Service            | 3 h 53 min 51 s |
| 2.ª | Lorena Wiebes           | Team DSM                           | + 0 s           |
| 3.ª | Chloe Hosking           | Trek-Segafredo                     | + 0 s           |
| 4.ª | Sheyla Gutiérrez        | Movistar Team                      | + 0 s           |
| 5.ª | Amber van der Hulst     | Parkhotel Valkenburg               | + 0 s           |
| 6.ª | Clara Copponi           | FDJ-Nouvelle Aquitaine-Futuroscope | + 0 s           |
| 7.ª | Marjolein van 't Geloof | Drops-Le Col                       | + 0 s           |
| 8.ª | Sarah Roy               | Team BikeExchange                  | + 0 s           |
| 9.ª | Marta Bastianelli       | Alé BTC Ljubljana                  | + 0 s           |
| 10.ª | Alice Barnes            | Canyon-SRAM Racing                 | + 0 s           |

## Clasificaciones finales
Las clasificaciones finalizaron de la siguiente forma:

### Clasificación general
| \| Clasificación general \| Clasificación general \| Clasificación general \| Clasificación general \| Clasificación general \| \| Ciclista \| Ciclista \| Equipo \| Tiempo \| \| \| --------------------- \| --------------------- \| ---------------------------------- \| --------------------- \| --------------------- \| \| 1.ª \| Demi Vollering \| SD Worx \| 15 h 54 min 38 s \| \| \| 2.ª \| Juliette Labous \| Team DSM \| + 1 min 02 s \| \| \| 3.ª \| Clara Copponi \| FDJ-Nouvelle Aquitaine-Futuroscope \| + 1 min 05 s \| \| \| 4.ª \| Amy Pieters \| SD Worx \| + 1 min 07 s \| \| \| 5.ª \| Aude Biannic \| Movistar Team \| + 1 min 26 s \| \| \| 6.ª \| Leah Kirchmann \| Team DSM \| + 1 min 39 s \| \| \| 7.ª \| Alice Barnes \| Canyon-SRAM Racing \| + 1 min 41 s \| \| \| 8.ª \| Pfeiffer Georgi \| Team DSM \| + 1 min 46 s \| \| \| 9.ª \| Kata Blanka Vas \| SD Worx \| + 1 min 47 s \| \| \| 10.ª \| Joscelin Lowden \| Drops-Le Col \| + 1 min 47 s \| \| |                 |                                    |                  |
| |                 |                                    |                  |
| Fuente: ProCyclingStats |                 |                                    |                  |
| Clasificación general |                 |                                    |                  |
| Ciclista | Ciclista        | Equipo                             | Tiempo           |
| 1.ª | Demi Vollering  | SD Worx                            | 15 h 54 min 38 s |
| 2.ª | Juliette Labous | Team DSM                           | + 1 min 02 s     |
| 3.ª | Clara Copponi   | FDJ-Nouvelle Aquitaine-Futuroscope | + 1 min 05 s     |
| 4.ª | Amy Pieters     | SD Worx                            | + 1 min 07 s     |
| 5.ª | Aude Biannic    | Movistar Team                      | + 1 min 26 s     |
| 6.ª | Leah Kirchmann  | Team DSM                           | + 1 min 39 s     |
| 7.ª | Alice Barnes    | Canyon-SRAM Racing                 | + 1 min 41 s     |
| 8.ª | Pfeiffer Georgi | Team DSM                           | + 1 min 46 s     |
| 9.ª | Kata Blanka Vas | SD Worx                            | + 1 min 47 s     |
| 10.ª | Joscelin Lowden | Drops-Le Col                       | + 1 min 47 s     |

### Clasificación por puntos
| Clasificación por puntos | Clasificación por puntos | Clasificación por puntos           | Clasificación por puntos | Clasificación por puntos |
| Ciclista                 | Ciclista                 | Equipo                             | Puntos                   |                          |
| ------------------------ | ------------------------ | ---------------------------------- | ------------------------ | ------------------------ |
| 1.ª                      | Lorena Wiebes            | Team DSM                           | 42 pts                   |                          |
| 2.ª                      | Chloe Hosking            | Trek-Segafredo                     | 37 pts                   |                          |
| 3.ª                      | Sheyla Gutiérrez         | Movistar Team                      | 33 pts                   |                          |
| 4.ª                      | Clara Copponi            | FDJ-Nouvelle Aquitaine-Futuroscope | 32 pts                   |                          |
| 5.ª                      | Elisa Balsamo            | Valcar-Travel & Service            | 27 pts                   |                          |
| 6.ª                      | Marta Bastianelli        | Alé BTC Ljubljana                  | 23 pts                   |                          |
| 7.ª                      | Amy Pieters              | SD Worx                            | 20 pts                   |                          |
| 8.ª                      | Marjolein van 't Geloof  | Drops-Le Col                       | 19 pts                   |                          |
| 9.ª                      | Demi Vollering           | SD Worx                            | 16 pts                   |                          |
| 10.ª                     | Sofia Bertizzolo         | Liv Racing                         | 14 pts                   |                          |

### Clasificación de la montaña
| Clasificación de la montaña | Clasificación de la montaña | Clasificación de la montaña | Clasificación de la montaña | Clasificación de la montaña |
| Ciclista                    | Ciclista                    | Equipo                      | Puntos                      |                             |
| --------------------------- | --------------------------- | --------------------------- | --------------------------- | --------------------------- |
| 1.ª                         | Elise Chabbey               | Canyon-SRAM Racing          | 20 pts                      |                             |
| 2.ª                         | Ane Santesteban             | Team BikeExchange           | 14 pts                      |                             |
| 3.ª                         | Demi Vollering              | SD Worx                     | 11 pts                      |                             |
| 4.ª                         | Janneke Ensing              | Team BikeExchange           | 6 pts                       |                             |
| 5.ª                         | Hayley Simmonds             | Cams Basso                  | 6 pts                       |                             |
| 6.ª                         | Liane Lippert               | Team DSM                    | 6 pts                       |                             |
| 7.ª                         | Chiara Consonni             | Valcar-Travel & Service     | 3 pts                       |                             |
| 8.ª                         | Ella Harris                 | Canyon-SRAM Racing          | 3 pts                       |                             |
| 9.ª                         | Alice Towers                | Drops-Le Col                | 3 pts                       |                             |
| 10.ª                        | Elisa Balsamo               | Valcar-Travel & Service     | 3 pts                       |                             |

### Clasificación de las metas volantes
| Clasificación de las metas volantes | Clasificación de las metas volantes | Clasificación de las metas volantes | Clasificación de las metas volantes | Clasificación de las metas volantes |
| Ciclista                            | Ciclista                            | Equipo                              | Puntos                              |                                     |
| ----------------------------------- | ----------------------------------- | ----------------------------------- | ----------------------------------- | ----------------------------------- |
| 1.ª                                 | Nina Kessler                        | Tibco-Silicon Valley Bank           | 15 pts                              |                                     |
| 2.ª                                 | Lorena Wiebes                       | Team DSM                            | 7 pts                               |                                     |
| 3.ª                                 | Hayley Simmonds                     | Cams Basso                          | 6 pts                               |                                     |
| 4.ª                                 | Sofia Bertizzolo                    | Liv Racing                          | 6 pts                               |                                     |
| 5.ª                                 | Sarah Roy                           | Team BikeExchange                   | 6 pts                               |                                     |
| 6.ª                                 | Amy Pieters                         | SD Worx                             | 5 pts                               |                                     |
| 7.ª                                 | Clara Copponi                       | FDJ-Nouvelle Aquitaine-Futuroscope  | 4 pts                               |                                     |
| 8.ª                                 | Eugenia Bujak                       | Alé BTC Ljubljana                   | 3 pts                               |                                     |
| 9.ª                                 | Janneke Ensing                      | Team BikeExchange                   | 3 pts                               |                                     |
| 10.ª                                | Leah Kirchmann                      | Team DSM                            | 2 pts                               |                                     |

### Clasificación por equipos
| Clasificación por equipos | Clasificación por equipos          | Clasificación por equipos | Clasificación por equipos |
| Equipo                    | Equipo                             | Tiempo                    |                           |
| ------------------------- | ---------------------------------- | ------------------------- | ------------------------- |
| 1.º                       | SD Worx                            | 47 h 46 min 56 s          |                           |
| 2.º                       | Team DSM                           | + 1 min 24 s              |                           |
| 3.º                       | Movistar Team                      | + 3 min 17 s              |                           |
| 4.º                       | Team Tibco-Silicon Valley Bank     | + 3 min 56 s              |                           |
| 5.º                       | Canyon-SRAM Racing                 | + 5 min 03 s              |                           |
| 6.º                       | Alé BTC Ljubljana                  | + 5 min 14 s              |                           |
| 7.º                       | FDJ-Nouvelle Aquitaine-Futuroscope | + 6 min 15 s              |                           |
| 8.º                       | Team BikeExchange                  | + 7 min 02 s              |                           |
| 9.º                       | Valcar-Travel & Service            | + 7 min 07 s              |                           |
| 10.º                      | Parkhotel Valkenburg               | + 8 min 27 s              |                           |

## Evolución de las clasificaciones
| Etapa                   |                         | Ganador _         | Clasificación general | Puntos            | Montaña        | Metas volantes | Equipo _ |
| ----------------------- | ----------------------- | ----------------- | --------------------- | ----------------- | -------------- | -------------- | -------- |
| 1.ª etapa               | etapa escarpada         | Marta Bastianelli | Marta Bastianelli     | Marta Bastianelli | Demi Vollering | Nina Kessler   | SD Worx  |
| 2.ª etapa               | etapa escarpada         | Amy Pieters       | Clara Copponi         | Clara Copponi     | Elise Chabbey  | Nina Kessler   | SD Worx  |
| 3.ª etapa               | contrarreloj individual | Demi Vollering    | Demi Vollering        | Clara Copponi     | Elise Chabbey  | Nina Kessler   | SD Worx  |
| 4.ª etapa               | etapa escarpada         | Lorena Wiebes     | Demi Vollering        | Sheyla Gutiérrez  | Elise Chabbey  | Nina Kessler   | SD Worx  |
| 5.ª etapa               | etapa llana             | Lorena Wiebes     | Demi Vollering        | Lorena Wiebes     | Elise Chabbey  | Nina Kessler   | SD Worx  |
| 6.ª etapa               | etapa escarpada         | Elisa Balsamo     | Demi Vollering        | Lorena Wiebes     | Elise Chabbey  | Nina Kessler   | SD Worx  |
| Clasificaciones finales | Clasificaciones finales |                   | Demi Vollering        | Lorena Wiebes     | Elise Chabbey  | Nina Kessler   | SD Worx  |

## Ciclistas participantes y posiciones finales
Convenciones:
- AB-N: Abandono en la etapa "N"
- FLT-N: Retiro por llegada fuera del límite de tiempo en la etapa "N"
- NTS-N: No tomó la salida para la etapa "N"
- DES-N: Descalificado o expulsado en la etapa "N"

## UCI WorldTour Femenino
The Women's Tour' otorgará puntos para el UCI World Ranking Femenino y el UCI WorldTour Femenino para corredoras de los equipos en las categorías UCI WorldTeam Femenino y Continental Femenino. Las siguientes tablas muestran el baremo de puntuación y las 10 corredoras que obtuvieron más puntos:
| Posición              | 1.ª | 2.ª | 3.ª | 4.ª | 5.ª | 6.ª | 7.ª | 8.ª | 9.ª | 10.ª | 11.ª | 12.ª | 13.ª | 14.ª | 15.ª | 16.ª-20.ª | 21.ª-30.ª | 31.ª-40.ª |
| Clasificación general | 400 | 320 | 260 | 220 | 180 | 140 | 120 | 100 | 80  | 68   | 56   | 48   | 40   | 32   | 28   | 24        | 16        | 8         |
| Por etapa             | 50  | 40  | 30  | 25  | 20  | 18  | 15  | 10  | 8   | 6    |      |      |      |      |      |           |           |           |
| Líder                 | 8   |     |     |     |     |     |     |     |     |      |      |      |      |      |      |           |           |           |
| Mejor joven           | 6   | 4   | 2   |     |     |     |     |     |     |      |      |      |      |      |      |           |           |           |

| Clasificación |              |        |         |       |       |       |       |
| Posición      | Ciclista     | Equipo | General | Etapa | Líder | Joven | Total |
| ------------- | ------------ | ------ | ------- | ----- | ----- | ----- | ----- |
| 1.ª           | Bandera de ? |        | 400     |       |       |       |       |
| 2.ª           | Bandera de ? |        | 320     |       |       |       |       |
| 3.ª           | Bandera de ? |        | 260     |       |       |       |       |
| 4.ª           | Bandera de ? |        | 220     |       |       |       |       |
| 5.ª           | Bandera de ? |        | 180     |       |       |       |       |
| 6.ª           | Bandera de ? |        | 140     |       |       |       |       |
| 7.ª           | Bandera de ? |        | 120     |       |       |       |       |
| 8.ª           | Bandera de ? |        | 100     |       |       |       |       |
| 9.ª           | Bandera de ? |        | 80      |       |       |       |       |
| 10.ª          | Bandera de ? |        | 68      |       |       |       |       |